# Paul Fogelberg
Paul Fogelberg (ur. 29 czerwca 1977) – szwedzki szermierz.

## Życiorys
Zdobył brązowy medal w konkurencji drużynowej szpadzistów na mistrzostwach Europy w szermierce w Kopenhadze w 2004 roku